# غاريقون بوستي
غاريقون بوستي (الاسم العلمي:Agaricus postii) هو نوع من الفطريات يتبع جنس الغاريقون من الفصيلة الغاريقونية.